# テルル化ジメチル
テルル化ジメチル（テルルかジメチル、英: Dimethyl telluride）は有機テルル化合物の一種で、化学式(CH3)2Teと表される。DMTeとも略記される。
薄膜製造技術の一つである有機金属気相成長法に用いるテルル化カドミウムやテルル化カドミウム水銀の出発原料となる。
テルル化ジメチルが微生物の代謝生成物として発見されたのは1939年であった。アオカビ類のペニシリウム・ブレビカウレ(Penicillium brevicaule)、ペニシリウム・クリソゲナム(P. chrysogenum)や、蛍光菌のシュードモナス‐フルオレッセンス(Pseudomonas fluorescens)などはテルル化ジメチルを産出する。
テルルおよびその化合物が吸収された場合には体内で生成し、ジメチルスルホキシド同様に、腐敗したニンニクのような臭気を生じる。テルル化ジメチルの毒性は明らかになっていないが、テルル自体には毒性があることが分かっている。